# Stephan von Aumale
Stephan von Aumale (franz.: Étienne; † nach 1128) war ein Graf von Aumale aus dem Haus Blois. Er war ein Sohn des Grafen Odo II. von Champagne und Adela von der Normandie. Sein Onkel war Wilhelm der Eroberer.
Stephans Vater wurde einst von dessen Onkel Graf Theobald III. von Blois aus der Champagne verdrängt und schloss sich daraufhin dem Hof seines Schwagers in der Normandie an. Von diesem erhielt er nach der Eroberung Englands 1066 die Grafschaft Aumale in der Normandie sowie die Baronie Holderness in England.
Nach dem Tod Wilhelm des Eroberers nahmen Stephan und sein Vater Partei für Wilhelm II. Rufus gegen die Ansprüche dessen älteren Bruders Robert Kurzhose, der die Normandie beherrschte. Dies hatte den Verlust Aumales zur Folge die Robert besetzen ließ. Um 1095 fielen Stephan und sein Vater auch bei Wilhelm Rufus in Ungnade, nachdem 1095 eine Verschwörung der Grafen Robert de Montbray und Wilhelm II. von Eu gegen den König aufgedeckt wurde. Die Verschwörer wollten Wilhelm stürzen und ihn durch Stephan ersetzen. Sein Vater wurde in einen Kerker gesperrt, Stephan selbst floh in die Normandie und schloss sich nun Robert Kurzhose an von dem er Aumale zurückerhielt.
Zusammen mit Robert Kurzhose nahm Stephan am ersten Kreuzzug teil. Nach ihrer Rückkehr erhielt er 1102 von König Heinrich I. von England die Baronie Holderness zurück, wofür er dessen Partei gegen Robert Kurzhose ergriff, gegen den er in der Schlacht von Tinchebray 1106 mitkämpfte. 1118 hingegen unterstützte er den Aufstand des normannischen Adels gegen Heinrich Beauclerc und war dabei ein Anhänger des Prätendenten Wilhelm Clito und dessen Verbündeten, König Ludwig VI. von Frankreich. Stephan unterwarf sich aber rechtzeitig seinem Cousin, weshalb er straffrei davonkam.
Er war verheiratet mit Hawise, einer Tochter von Ranulph de Mortemer.
- Wilhelm († 20. Juli 1179), Graf von Aumale und Earl of York
- Stephan († nach 1150)
- Ingelram († nach 1150)
- Agnes;
  - ⚭ erste Ehe mit William de Roumare (*um 1117, † 1151), Sohn von William de Roumare, 1. Earl of Lincoln
  - ⚭ zweite Ehe mit Adam de Bruce, Baron of Skelton († 1143)
- Adelise, † wohl vor 1168
  - ⚭ erste Ehe mit Robert II. Bertrand, † nach 1100, Seigneur de Bricquebec (Haus Bastembourg)
  - ⚭ zweite Ehe mit Ingelger de Bohun (Haus Bohun)